# Ковельський Федір Якович
Ковельський Федір Якович (*1734, Полтава — †після 1791, Санкт-Петербург) — український поет доби Гетьманщини, автор поеми «Незлобивая жизнь». Масон. Вихованець Києво-Могилянської академії.

## Біографія
Народився у сім’ї полтавського полкового осавула (1738-1761), депутата Комісії зі складання проекту Нового Уложення законів Російської імперії Якова Павловича Козельського. 
Навчався у Києво-Могилянській академії, починаючи з класу аналогії (1742). 1754 поїхав продовжувати навчання до Санкт-Петербурга. 1755 проекзаменований університетською комісією Санкт-Петербурзької АН і «оказался недостаточно сведущим в гуманитарных науках». Зарахований студентом гімназії. 6 травня 1757 за рішенням університетського професорського зібрання почав вивчати механіку в університеті. 
По закінченню університету вступив на військову службу, яку залишив у чині капітана. Служив протоколістом у Сенаті, 1791 — канцелярський радник при Державній колегії закордонних справ. Активний член масонської ложі «Іфанія».

## Творчість
Літературну творчість розпочав у 1760-х роках. Писав багато віршів, од, елегій, епіграм, послань, п’єс, які друкував у петербурзьких журналах «Собрание новостей» та «Санкт-Петербургский вестник», а також окремими виданнями. Серед опублікованих — «Ода на новый 1764 год», «Трагедия в пяти действиях и стихах», «Элегия и письмо» (СПб., 1769), поема «Незлобивая жизнь» (1769), «Сочинения в 2-х частях» (1769-1771), «Письмо графу П. А. Румянцеву на прибытие его в Москву 24 июля 1774» (1775). Деякі з творів були у бібліотеці КМА, зокрема «Ода на взятие Хотина», подарована М. Бантишем-Каменським, «Пантея», надіслана 17 січня 1770 К. Флоринсъким І, єпископом Севським і Брянським, «Ода на победоносное Ея Величества оружие над турецкими войсками на земле и на море 1770 г.», подарована намісником Київського Братського монастиря Варлаамом Воланським.